# Jakub Mertens

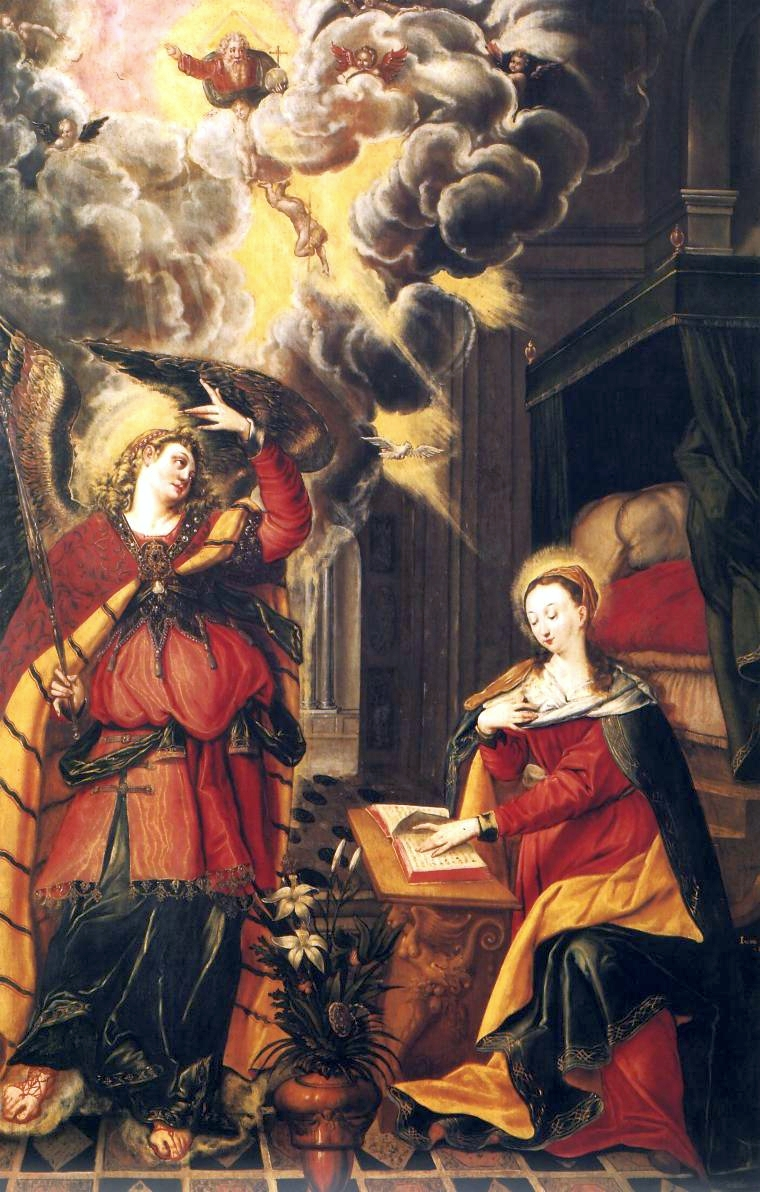
„Zwiastowanie” autorstwa Jakuba Mertensa

Jakub Mertens (lub Martens, lub Martins) (ur. ??, zm. przed 26 czerwca 1609) – malarz antwerpski, mieszczanin krakowski.
Jakub Mertens osiadł w Polsce w wieku XVI. 23 października 1589 został członkiem cechu malarzy w Krakowie, gdzie skupił wokół siebie malarzy pochodzenia flamandzkiego. W 1595 przyjął krakowskie prawa miejskie. Najsłynniejszy obraz Mertensa to Zwiastowanie znajdujący się obecnie w Kościele Mariackim.